# Steve Corica
Steve Christopher Corica (Innisfail, Queensland, Australia; 24 de marzo de 1973) es un exfutbolista y entrenador australiano que se desempeñaba como centrocampista. Actualmente se desempeña como entrenador del Auckland Football Club de la A-League.
Steve Corica jugó 32 veces y marcó 5 goles para la selección de fútbol de Australia entre 1993 y 2006.

## Trayectoria

### Clubes
| Club                       | País       | Año         |
| -------------------------- | ---------- | ----------- |
| Marconi Stallions FC       | Australia  | 1990 - 1995 |
| Leicester City FC          | Inglaterra | 1995 - 1996 |
| Wolverhampton Wanderers FC | Inglaterra | 1996 - 2000 |
| Sanfrecce Hiroshima        | Japón      | 2000 - 2001 |
| Walsall FC                 | Inglaterra | 2002 - 2004 |
| Sydney FC                  | Australia  | 2005 - 2010 |

### Selección nacional
| Selección | País      | Año         |
| --------- | --------- | ----------- |
| Absoluta  | Australia | 1993 - 2006 |

## Estadística de equipo nacional
| Selección de fútbol de Australia | Selección de fútbol de Australia | Selección de fútbol de Australia |
| Año                              | Part.                            | Goles                            |
| -------------------------------- | -------------------------------- | -------------------------------- |
| 1993                             | 4                                | 0                                |
| 1994                             | 0                                | 0                                |
| 1995                             | 6                                | 1                                |
| 1996                             | 2                                | 0                                |
| 1997                             | 1                                | 0                                |
| 1998                             | 0                                | 0                                |
| 1999                             | 0                                | 0                                |
| 2000                             | 8                                | 2                                |
| 2001                             | 10                               | 2                                |
| 2002                             | 0                                | 0                                |
| 2003                             | 0                                | 0                                |
| 2004                             | 0                                | 0                                |
| 2005                             | 0                                | 0                                |
| 2006                             | 1                                | 0                                |
| Total                            | 32                               | 5                                |